# ヒナコウモリ科
ヒナコウモリ科（ヒナコウモリか、学名 Vespertilionidae）は、コウモリ目ヒナコウモリ上科の科のひとつ。

## 特徴
コウモリ目を構成する科のうち、最も種数の多い科である。48属407種からなる。分布域も広く、北極圏を除くあらゆる地域に分布しており、生息環境も多様である。
メスのほうがオスよりもわずかに大きい。哺乳類では珍しく、出産時に子供が母親の体にしがみついて落下を防げるように後ろ足から生まれてくる。

## 分類
- チチブコウモリ属 Barbastella
  - チチブコウモリなど。
- クビワコウモリ属 Eptesicus

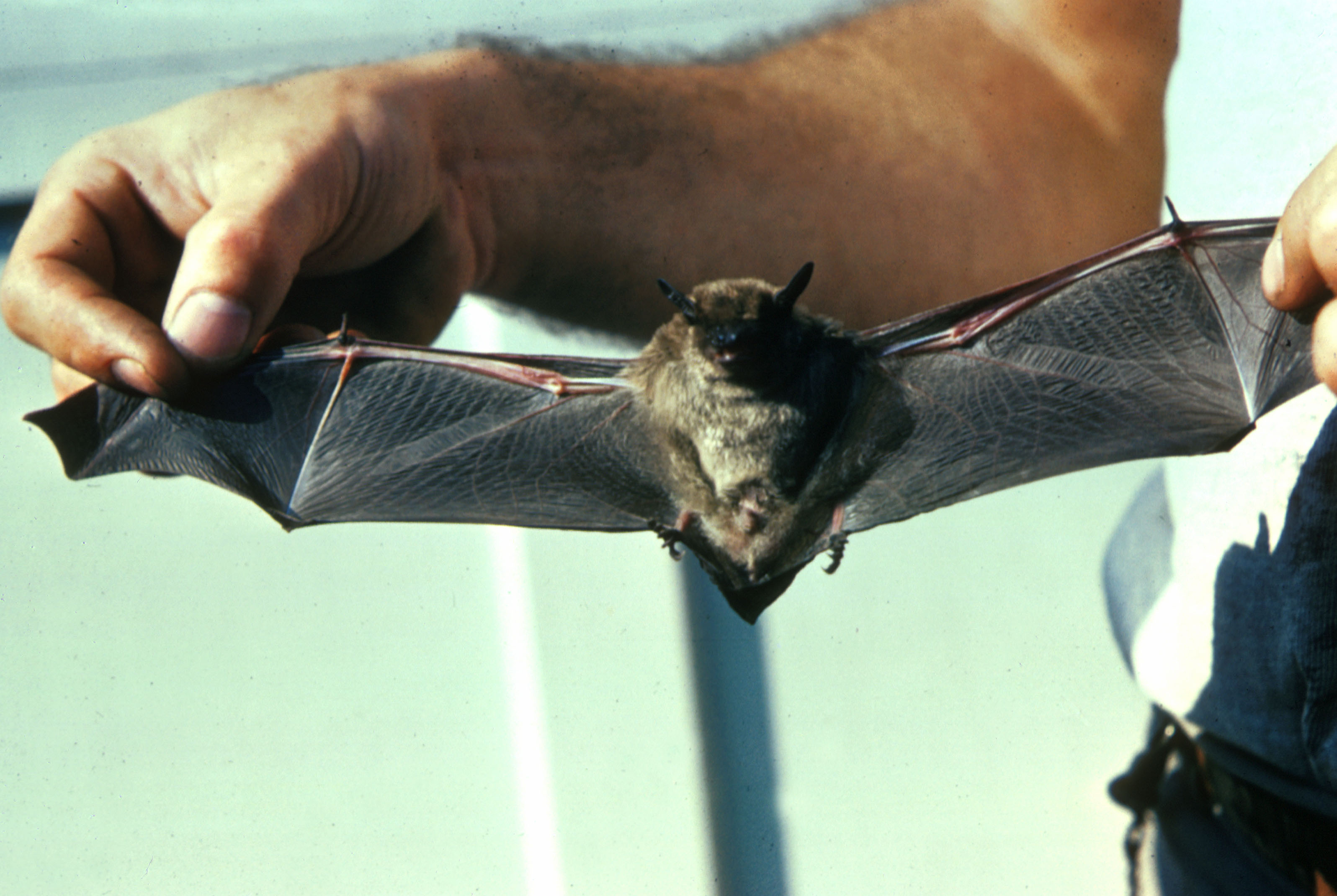
トビイロホオヒゲコウモリ
Myotis lucifugus

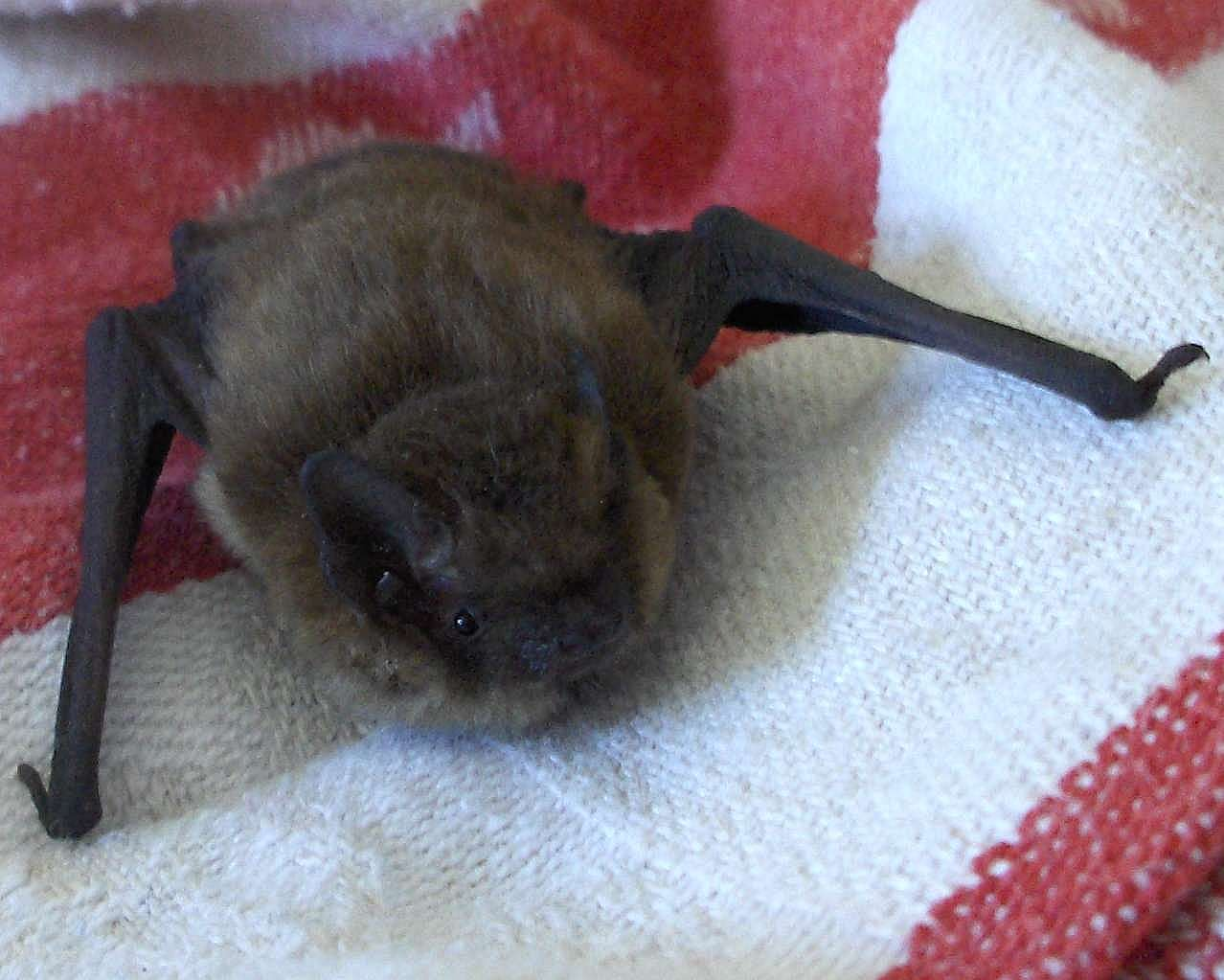
ソプラノアブラコウモリ
Pipistrellus pygmaeus

  - クビワコウモリ、ヒメホリカワコウモリなど。
- マダラコウモリ属 Euderma
  - マダラコウモリ
- Lasiurus 属
  - シモフリアカコウモリなど
- ユビナガコウモリ属 Miniopterus
  - リュウキュウユビナガコウモリ、ユビナガコウモリなど。
- テングコウモリ属 Murina
  - クチバテングコウモリ、テングコウモリなど。
- ホオヒゲコウモリ属 Myotis
  - カグヤコウモリ、クロアカコウモリ、クロホオヒゲコウモリ、ドウクツホオヒゲコウモリ、ドーベントンコウモリ、トビイロホオヒゲコウモリ、ノレンコウモリ、ヒメホオヒゲコウモリ、ベヒシュタインホオヒゲコウモリ、ホオヒゲコウモリ、モモジロコウモリ、ヤンバルホオヒゲコウモリなど。
- ヤマコウモリ属 Nyctalus
  - コヤマコウモリ、ヤマコウモリ、ユーラシアコヤマコウモリ、ヨーロッパヤマコウモリなど。
- Nycticeius 属
  - ヒロバナコウモリなど。
- アブラコウモリ属 Pipistrellus
  - アブラコウモリ、オオアブラコウモリ、オガサワラアブラコウモリ、ソプラノアブラコウモリ、モリアブラコウモリ、ヨーロッパアブラコウモリなど。
- ウサギコウモリ属 Plecotus
  - ウサギコウモリなど。
- ヒナコウモリ属 Vespertilio
  - ヒナコウモリ、ヒメヒナコウモリなど。